# Henri Vanderpol
Henri Vanderpol, né le 2 octobre 1917 et mort en service aérien commandé le 1er octobre 1949 à Carcès, Var, est un aviateur français. Il fut pilote de guerre durant la Seconde Guerre mondiale puis pilote d'essai après-guerre.

## Distinctions
- Chevalier de la Légion d'honneur
- Croix de guerre 1939-1945 avec 3 citations

## Hommages
- Une rue de Marignane se nomme « Henri Vanderpol ».